# Freuchie
Freuchie, (gaelico scozzese fraoch, in italiano erica), è un villaggio del Fife, Scozia, Regno Unito situato ai piedi delle Lomond Hills, vicino a Falkland e a circa 6,5 km da Glenrothes.
Freuchie gravita economicamente sulle maggiori città vicine presso cui buona parte dei propri abitanti si reca per svolgere le proprie attività lavorative.